# Tielt-Winge
Tielt-Winge är en kommun i Belgien. Den ligger i provinsen Flamländska Brabant och regionen Flandern, i den centrala delen av landet, 40 km öster om huvudstaden Bryssel. Antalet invånare är 10 707. Tielt-Winge gränsar till Bekkevoort, Scherpenheuvel-Zichem och Glabbeek. 
Trakten runt Tielt-Winge består till största delen av jordbruksmark. Runt Tielt-Winge är det ganska tätbefolkat, med 239 invånare per kvadratkilometer. Kustklimat råder i trakten. Årsmedeltemperaturen i trakten är 9 °C. Den varmaste månaden är augusti, då medeltemperaturen är 19 °C, och den kallaste är februari, med 0 °C.